# 디옹코필룸과
디옹코필룸과(Dioncophyllaceae)는 석죽목에 속하는 속씨식물과의 하나이다. 3개 속으로 구성되어 있으며, 서아프리카의 우림에 자생하는 열대산 덩굴 식물이다.
이 과는 안키스트로클라투스과와 가장 밀접한 관계에 있다. 이 두 과는 거의 모든 식충 식물 분류군에 속해 있으며, 1998년경에 석죽목으로 이동했다. 이 분류군은 또한 끈끈이귀개과와 벌레잡이풀과 (구세계의 낭상엽 식물들)를 포함하고 있으며, 드로소필룸과도 마찬가지이다.
이 과의 모든 종은 열대산 덩굴식물로, 생활환의 특정 순간에 덩굴식물이 되며, 잎의 주맥 끝에 형성된 갈고리 또는 덩굴손을 사용하여 기어오른다. 가장 많이 알려진 종은 식충 식물 트리피오필룸 펠타툼(Triphyophyllum peltatum)이지만, 나머지 2종 하브로페탈룸 다웨이(Habropetalum dawei)와 디옹코필룸 톨로니(Dioncophyllum thollonii)도 포함하고 있다.

## 분류의 역사
1981년 크론퀴스트 분류 체계는 이 과를 제비꽃목으로 분류했다.
2003년의 APG II 분류 체계(1998년의 APG 분류 체계와 다르지 않음)는 이 과를 인정하고, 진정쌍떡잎식물군의 석죽목으로 분류했다.